# 尚结息
秦·尚·杰斯秀亭（藏語：མཆིམས་ཞང་རྒྱལ་ཟིགས་ཤུ་ཏེང，威利转写：mchims zhang rgyal zigs shu teng，THL：Chimshang Gyalsig Shuteng），一译琛·尚·结息许丁，又作琛·尚·杰斯秀丁（藏語：མཆིམས་ཞང་རྒྱལ་གཟིགས་ཤུ་སྟེང་），是吐蕃帝国的一位军事人物，曾担任大贡论一职。《唐书》作尚结息、尚悉结或尚野息，是藏语“ཞང་རྒྱལ་ཟིགས”（Shang Gyalsig）的音译或发音误译。
出生在秦氏（又译琛氏）家族，古为吐蕃十二小邦之一，其家族世居达布地区。吐蕃时期为千户，统辖今日的加查、朗、拉加里等县地域。757年，赤德祖赞在亚著贝擦城（藏語：ཡ་འབྲོག་ས་ཚལ）赛马时，被九政务大臣中的朗·梅色（藏語：ལང་མྱེསཟིགས།）、末·东则布两人害死。尚杰斯秀亭与恩兰·达扎路恭（马重英）一起逮捕并诛杀了这两位大臣，将他们家族的财产没收。757年，与时任大贡论韦·囊热苏赞一起，召集吐蕃的夏季盟会（藏語：དབྱར་འརུན）。
尚杰斯秀亭后来取代桂·墀桑雅甫拉成为大贡论，并且专管东部事务。762年，与恩兰·达扎路恭一起率兵攻陷唐朝都城长安。同年回到吐蕃，召集大议事会。763年，被赤松德赞授予“瑟瑟”（藏語：གཡུའི་ཡི་གེ）文字之告身，此为官职章饰的最高级别。赤松德赞颁布兴佛诏书，召集各位高级大臣发誓永远信奉佛教。尚杰斯秀亭、恩兰·达扎路恭和那囊·尚·杰擦拉囊（尚结赞）都参加了盟誓。